# Paradox (film, 2018)
Pour les articles homonymes, voir Paradox.
Pour plus de détails, voir Fiche technique et Distribution.
Paradox est un film américain écrit et réalisé par Daryl Hannah, sorti en 2018.

## Synopsis
Un groupe de hors-la-loi se cache dans la montagne et recherche un trésor enterré. Lors d'une nuit de pleine lune, ils développent des pouvoirs surnaturels.

## Fiche technique
- Titre : Paradox
- Réalisation : Daryl Hannah
- Scénario : Daryl Hannah
- Photographie : Adam Vollick
- Montage : Paul Snyder
- Production : Elliot Rabinowitz et Neil Young
- Société de distribution : Netflix
- Pays :  États-Unis
- Genre : Fantastique et film musical
- Durée : 73 minutes
- Dates de sortie :  23 mai 2018

## Distribution
- Neil Young : l'homme au chapeau noir
- Lukas Nelson : Jailtime
- Micah Nelson : l'enfant-particule
- Corey McCormick : Cookie McCormick
- Anthony LoGerfo : Happy
- Tato Melgar : Tato
- Willie Nelson : Red
- Elliot Roberts : Cowboy Elliot
- Dave Snowbear Toms : Snowbear
- Charris Ford : Weed
- Robert Schmoo Schmid : Schmoo
- Tim Gooch Lougee : Gooch

## Accueil
Le film a été accueilli froidement par la critique. Il a reçu une note moyenne de 29 % sur Metacritic.